# グレース・E・オルト
グレース・エリザベス・オルト（Grace Elizabeth Alt、1905年7月22日 - 1978年8月14日）は、アメリカ合衆国の看護婦である。

## 経歴・人物
メリーランド州ボルティモア出身。家族は全員が敬虔なメソジスト教会の信者であり、自身もまたキリスト教徒として、人々を救うために看護婦の道を選択した。
ジョンズ・ホプキンズ大学看護学院、同大学院公衆衛生士課程修了後、看護婦となり同地で患者の治療に専念する。1937年（昭和12年）に日本統治時代の朝鮮に渡り、陸軍の病院での看護にあたったが、後に諸問題により帰国された。第二次世界大戦中は陸軍に従軍し、看護婦となった。
戦後直後の1945年（昭和20年）に日本政府の招聘により来日し、GHQ（連合国軍最高司令官総司令部）内の公衆衛生福祉局に勤めた。後に当時同局長であったクロフォード・F・サムスの推薦により1951年（昭和26年）にバージニア・オルソンに交代し辞任するまで初代看護課長となった。勤務中は保健師助産師看護師法の制定や厚生省（現在の厚生労働省）看護課の設置に携わり、日本における看護の改革に貢献した。この看護改革においてもメソジスト教会の教えが大きく影響しており、青森で看護改革に努めた花田ミキもオルトから大きな影響を受けた。